# Robert Guilling
Robert Louis Guilling (Gibilterra, 14 ottobre 1980) è un ex calciatore gibilterriano, di ruolo centrocampista.

## Carriera
Nonostante sia già stato convocato più volte dalla selezione di Gibilterra, il 19 novembre del 2013 gioca la prima partita ufficiale da quando Gibilterra è riconosciuta dalla UEFA, scendendo in campo nell'amichevole contro la Slovacchia, conclusasi 0-0.

## Palmarès

### Club

#### Competizioni nazionali
- Gibraltar Premier Division: 9

Lincoln: 2006, 2007, 2008, 2009, 2010, 2011, 2012, 2012-2013, 2013-2014
- Rock Cup: 7

Lincoln: 2006, 2007, 2008, 2009, 2010, 2011, 2013-2014
- Pepe Reyes Cup: 6

Lincoln: 2007, 2008, 2009, 2010, 2011, 2013

## Statistiche

### Cronologia presenze e reti in nazionale
| Cronologia completa delle presenze e delle reti in nazionale ― Gibilterra | Cronologia completa delle presenze e delle reti in nazionale ― Gibilterra | Cronologia completa delle presenze e delle reti in nazionale ― Gibilterra | Cronologia completa delle presenze e delle reti in nazionale ― Gibilterra | Cronologia completa delle presenze e delle reti in nazionale ― Gibilterra | Cronologia completa delle presenze e delle reti in nazionale ― Gibilterra | Cronologia completa delle presenze e delle reti in nazionale ― Gibilterra | Cronologia completa delle presenze e delle reti in nazionale ― Gibilterra |
| Data                                                                      | Città                                                                     | In casa                                                                   | Risultato                                                                 | Ospiti                                                                    | Competizione                                                              | Reti                                                                      | Note                                                                      |
| ------------------------------------------------------------------------- | ------------------------------------------------------------------------- | ------------------------------------------------------------------------- | ------------------------------------------------------------------------- | ------------------------------------------------------------------------- | ------------------------------------------------------------------------- | ------------------------------------------------------------------------- | ------------------------------------------------------------------------- |
| 19-11-2013                                                                | Faro                                                                      | Gibilterra                                                                | 0 – 0                                                                     | Slovacchia                                                                | Amichevole                                                                | -                                                                         | 73’                                                                       |
| 1-3-2014                                                                  | Gibilterra                                                                | Gibilterra                                                                | 1 – 4                                                                     | Fær Øer                                                                   | Amichevole                                                                | -                                                                         | 46’                                                                       |
| 5-3-2014                                                                  | Gibilterra                                                                | Gibilterra                                                                | 0 – 2                                                                     | Estonia                                                                   | Amichevole                                                                | -                                                                         | 61’                                                                       |
| 11-10-2014                                                                | Dublino                                                                   | Irlanda                                                                   | 7 – 0                                                                     | Gibilterra                                                                | Qual. Euro 2016                                                           | -                                                                         | 46’                                                                       |
| 14-10-2014                                                                | Faro                                                                      | Gibilterra                                                                | 0 – 3                                                                     | Georgia                                                                   | Qual. Euro 2016                                                           | -                                                                         | 75’                                                                       |
| 7-6-2015                                                                  | Varaždin                                                                  | Croazia                                                                   | 4 – 0                                                                     | Gibilterra                                                                | Amichevole                                                                | -                                                                         |                                                                           |
| 4-9-2015                                                                  | Loulé                                                                     | Gibilterra                                                                | 0 – 4                                                                     | Irlanda                                                                   | Qual. Euro 2016                                                           | -                                                                         | 85’                                                                       |
| 23-3-2016                                                                 | Gibilterra                                                                | Gibilterra                                                                | 0 – 0                                                                     | Liechtenstein                                                             | Amichevole                                                                | -                                                                         | 82’                                                                       |
| 29-3-2016                                                                 | Gibilterra                                                                | Gibilterra                                                                | 0 – 5                                                                     | Lettonia                                                                  | Amichevole                                                                | -                                                                         | 62’                                                                       |
| 1-9-2016                                                                  | Porto                                                                     | Portogallo                                                                | 5 – 0                                                                     | Gibilterra                                                                | Amichevole                                                                | -                                                                         | 75’                                                                       |
| 25-3-2017                                                                 | Zenica                                                                    | Bosnia ed Erzegovina                                                      | 5 – 0                                                                     | Gibilterra                                                                | Qual. Mondiali 2018                                                       | -                                                                         | 75’                                                                       |
| 31-8-2017                                                                 | Liegi                                                                     | Belgio                                                                    | 9 – 0                                                                     | Gibilterra                                                                | Qual. Mondiali 2018                                                       | -                                                                         | 74’                                                                       |
| 10-10-2017                                                                | Atene                                                                     | Grecia                                                                    | 4 – 0                                                                     | Gibilterra                                                                | Qual. Mondiali 2018                                                       | -                                                                         | 72’                                                                       |
| Totale                                                                    |                                                                           | Presenze                                                                  | 13                                                                        |                                                                           | Reti                                                                      | 0                                                                         |                                                                           |